# Gianluca Lima
Gianluca Lima (* 30. Januar 1994) ist ein Schweizer Handballspieler.
Der 1,98 m große und 85 kg schwere rechte Rückraumspieler lief für kurze Zeit für den HC Kriens-Luzern in der höchsten Spielklasse der Schweiz auf.

## Karriere
Gianluca Lima spielte in seiner Jugend für die SG Kriens/Horw sowie die SG Pilatus. Ab 2011 stand der Linkshänder im Kader des Schweizer Zweitligisten BSV Stans, für den er in drei Jahren 280 Tore erzielte. In der Saison 2013/14 stieg er mit Stans als Vorletzter aus der Nationalliga B ab. Daraufhin wechselte er zum deutschen Bundesligisten HBW Balingen-Weilstetten, den er aber noch vor Saisonbeginn aus privaten Gründen wieder verließ und sich dem HC Kriens-Luzern anschloss. Von 2017 bis 2019 legte Lima eine Handballpause ein.
Für die Schweizer U-17-Nationalmannschaft warf Gianluca Lima vier Tore in zwei Spielen.

## Sonstiges
Gianluca Lima lebt zurzeit in Kriens, Luzern. Sein Onkel Carlos Lima war ebenfalls Handballspieler.

## Saisonbilanzen
| Saison    | Verein    | Spielklasse    | Spiele | Tore | 7-Meter | Feldtore |
| --------- | --------- | -------------- | ------ | ---- | ------- | -------- |
| 2011/12   | BSV Stans | Nationalliga B | 17     | 66   | ?       | 66       |
| 2012/13   | BSV Stans | Nationalliga B | 8      | 49   | ?       | 49       |
| 2013/14   | BSV Stans | Nationalliga B | 25     | 165  | 0       | 165      |
| 2011–2014 | gesamt    | Nationalliga B | 50     | 280  | ?       | 280      |